# Caligidae
Famille
Les Caligidae sont une famille de crustacés copépodes de l'ordre des Siphonostomatoida. 
Certains sont appelés poux de mer. Ce sont des ectoparasites marins (parasites externes) qui se nourrissent du mucus, du tissu épidermique et du sang du poisson hôte. Les quelque 559 espèces dans 37 genres comprennent environ 162 espèces de Lepeophtheirus et 268 espèces de Caligus.
Les genres Lepeophteirus et Caligus parasitent les poissons marins, celles qui sont capables d'infester les élevages de saumons industriels sont devenus un objet de préoccupation économique et environnemental. Le Pou du saumon, Lepeophteirus salmonis et diverses espèces de Caligus sont adaptés à l'eau salée et sont les principaux ectoparasites du saumon atlantique d'élevage et sauvage. Plusieurs médicaments antiparasitaires ont été développés à des fins de contrôle. L. salmonis est le mieux compris dans les domaines de sa biologie et de ses interactions avec son hôte de saumon. Au stade adulte ou pré-adulte, il peut causer des plaies ulcérées, entretenues ou élargies par des infections bactériennes et fongiques opportunistes. Il se fixe parfois aussi sur les nageoires où il se nourrit également de mucus. Plus rarement on le trouve sur les branchies.
Lepeophtheirus salmonis est une espèce économiquement et écologiquement préoccupante au Canada ou en Norvège puis Écosse et Irlande ; elle semble y avoir profité du rapide développement de l'élevage du saumon (depuis le début des années 1990) pour pulluler en devenant de plus en plus résistantes aux pesticides antiparasitaires. Elle cause d'importantes pertes financières.
Caligus rogercresseyi est devenu un parasite majeur préoccupant dans les élevages de saumons dans des pays comme le Chiliet l'Écosse. Des études sont en cours pour mieux comprendre le parasite et les interactions hôte-parasite. Des preuves récentes émergent également que L. salmonis dans l'Atlantique a suffisamment de différences génétiques par rapport à L. salmonis du Pacifique pour suggérer que L. salmonis de l'Atlantique et du Pacifique peuvent avoir co-évolué indépendamment avec les salmonidés de l'Atlantique et du Pacifique respectivement.

## Liste des genres
- Abasia C. B. Wilson, 1908
- Alanlewisia Boxshall, 2008
- Alebion Krøyer, 1863
- Alicaligus Shiino, 1955
- Anchicaligus Stebbing, 1900
- Anuretes Heller, 1865
- Arrama Dojiri & Cressey, 1991
- Avitocaligus Boxshall & Justine, 2005
- Belizia Cressey, 1990
- Caligodes Heller, 1865
- Caligus O. F. Müller, 1785
- Calistes Dana, 1852
- Caritus Cressey, 1967
- Cresseyella Bezdek & Cressey, 2004
- Dartevellia Brian, 1939
- Diphyllogaster Brian, 1899
- Echetus Kroyer, 1863
- Euryphorus H. Milne-Edwards, 1840
- Gloiopotes Steenstrup & Lütken, 1861
- Hermilius Heller, 1865
- Indocaligus Pillai, 1961
- Kabataella Prabha & Pillai, 1983
- Lepeophtheirus von Nordmann, 1832
- Mappates Rangnekar, 1958
- Markevichus Özdikmen, 2008
- Paralebion C. B. Wilson, 1911
- Parapetalus Steenstrup & Lütken, 1861
- Parechetus Pillai, 1962
- Pseudanuretes Yamaguti, 1936
- Pseudechetus Prabha & Pillai, 1979
- Pseudocaligus A. Scott, 1901
- Pseudolepeophtheirus Markevich, 1940
- Pupulina Beneden, 1892
- Sciaenophilus Beneden, 1852
- Synestius Steenstrup & Lütken, 1861
- Tuxophorus C. B. Wilson, 1908